# I Love Movies
I Love Movies (Watching the Detectives), distribuito successivamente anche col titolo Una storia da film, è un film del 2007 scritto e diretto da Paul Soter e interpretato da Cillian Murphy e Lucy Liu.
Presentato il 1° maggio 2007 al Tribeca Festival, il film è uscito in direct-to-video senza mai essere distribuito nei cinema statunitensi.

## Sinossi
Neil è il proprietario di una piccola videoteca specializzata in film d'autore; dopo essere stato lasciato dalla compagna Denise, trascorre le sue giornate parlando con i clienti della loro passione cinefila. La sua vita, però, viene completamente stravolta dall'arrivo di una ragazza di nome Violet all'interno della videoteca.